# Archamps
Archamps est une commune française située dans le département de la Haute-Savoie, en région Auvergne-Rhône-Alpes. Elle fait partie de l'agglomération du Grand Genève.

## Géographie
Au pied du mont Salève, Archamps est composée de plusieurs hameaux dont Blecheins (altitude de 600 m).

Elle est située à 10 km du centre de Genève (Suisse), à 3 km de la frontière suisse de La Croix-de-Rozon (canton de Genève).

### Voies de communication et transports
En avril 2023, un véhicule d'Autopartage opéré par Citiz Alpes Loire est à disposition sur la commune.[réf. nécessaire]

## Urbanisme

### Typologie
Au 1er janvier 2024, Archamps est catégorisée ceinture urbaine, selon la nouvelle grille communale de densité à sept niveaux définie par l'Insee en 2022.
Elle appartient à l'unité urbaine de Genève (SUI)-Annemasse (partie française), une agglomération internationale regroupant 34  communes, dont elle est une commune de la banlieue,,. Par ailleurs la commune fait partie de l'aire d'attraction de Genève - Annemasse (partie française), dont elle est une commune de la couronne,. Cette aire, qui regroupe 158 communes, est catégorisée dans les aires de 700 000 habitants ou plus (hors Paris),.

### Occupation des sols
L'occupation des sols de la commune, telle qu'elle ressort de la base de données européenne d’occupation biophysique des sols Corine Land Cover (CLC), est marquée par l'importance des forêts et milieux semi-naturels (42,3 % en 2018), une proportion identique à celle de 1990 (42,3 %). La répartition détaillée en 2018 est la suivante : 
forêts (32,9 %), prairies (16,5 %), terres arables (16,4 %), zones urbanisées (11,7 %), milieux à végétation arbustive et/ou herbacée (9,3 %), zones agricoles hétérogènes (8 %), zones industrielles ou commerciales et réseaux de communication (5,1 %).
L'IGN met par ailleurs à disposition un outil en ligne permettant de comparer l’évolution dans le temps de l’occupation des sols de la commune (ou de territoires à des échelles différentes). Plusieurs époques sont accessibles sous forme de cartes ou photos aériennes : la carte de Cassini (XVIIIe siècle), la carte d'état-major (1820-1866) et la période actuelle (1950 à aujourd'hui).

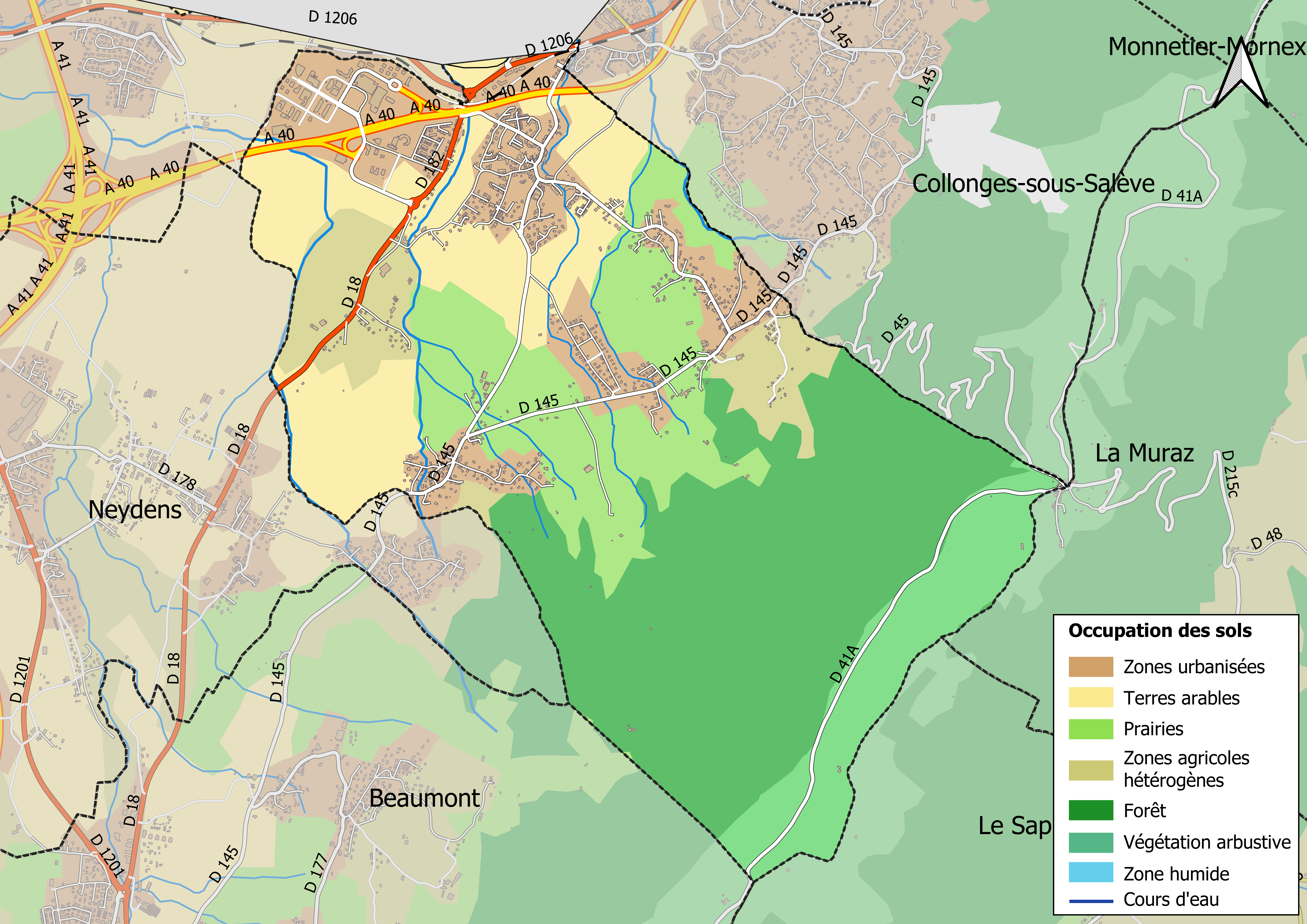
Carte des infrastructures et de l'occupation des sols en 2018 (CLC) de la commune.
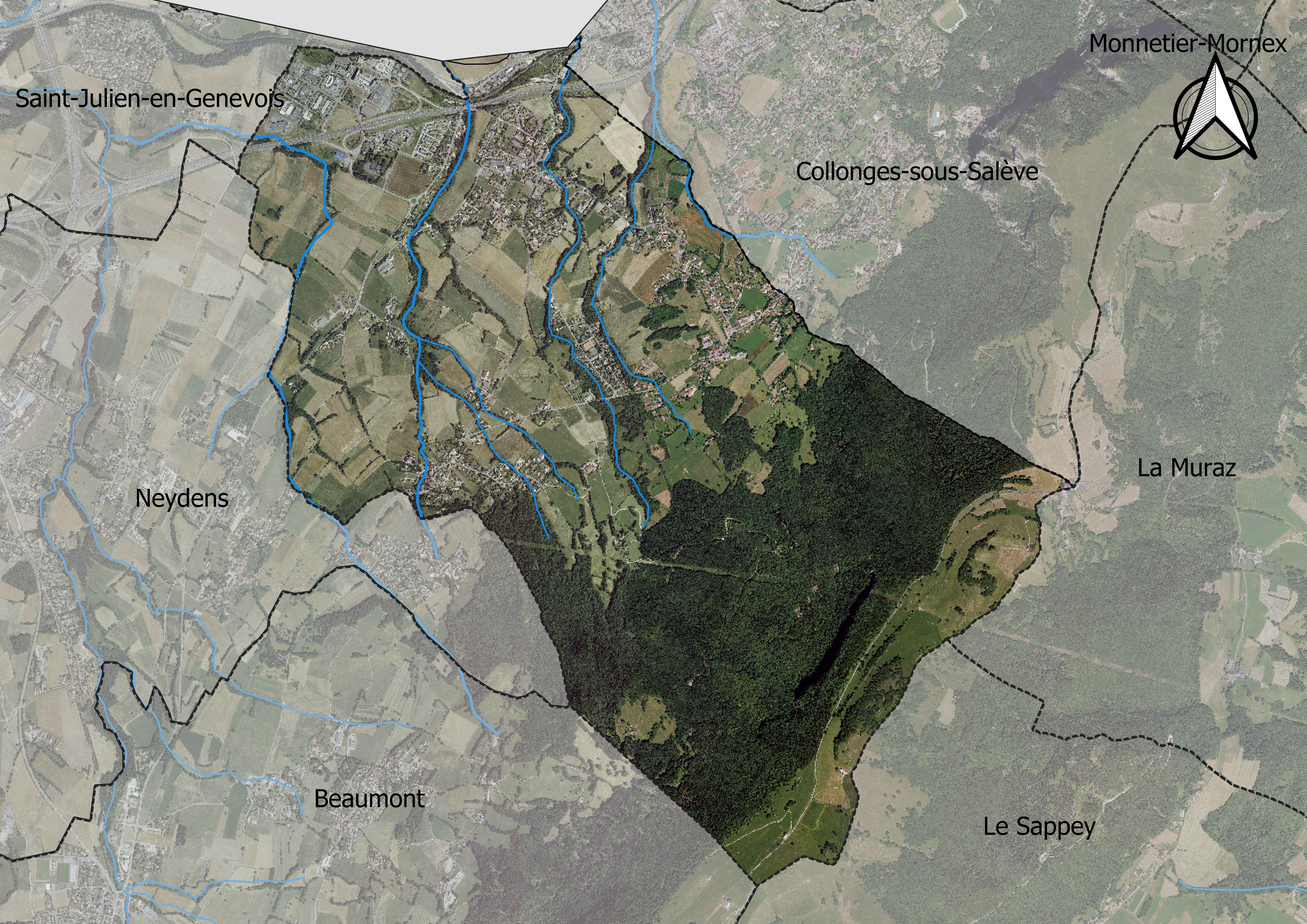
Carte orthophotogrammétrique de la commune.

## Toponymie
La commune d'Archamps est créée en mars 1836.
La première mention est celle de son l'église (ecclesiam Erchionis), dans le cartulaire de l'abbaye de Talloires (1145). On trouve également les formes Herchant à la fin du XIIIe siècle, puis Erchant au XVIe siècle.
Le toponyme pourrait avoir la même origine que Archens (aujourd'hui lieu-dit « Bois d'Archens ») en Suisse, et dériver du primitif *Arichingos, « chez les Arichingi », basé peut-être sur l'anthroponyme *Aricho selon Henri Jaccard.
En francoprovençal ou arpitan savoyard, le nom de la commune se prononce « Arshan » (retranscrit selon la graphie semi-phonétique de Conflans).

## Histoire

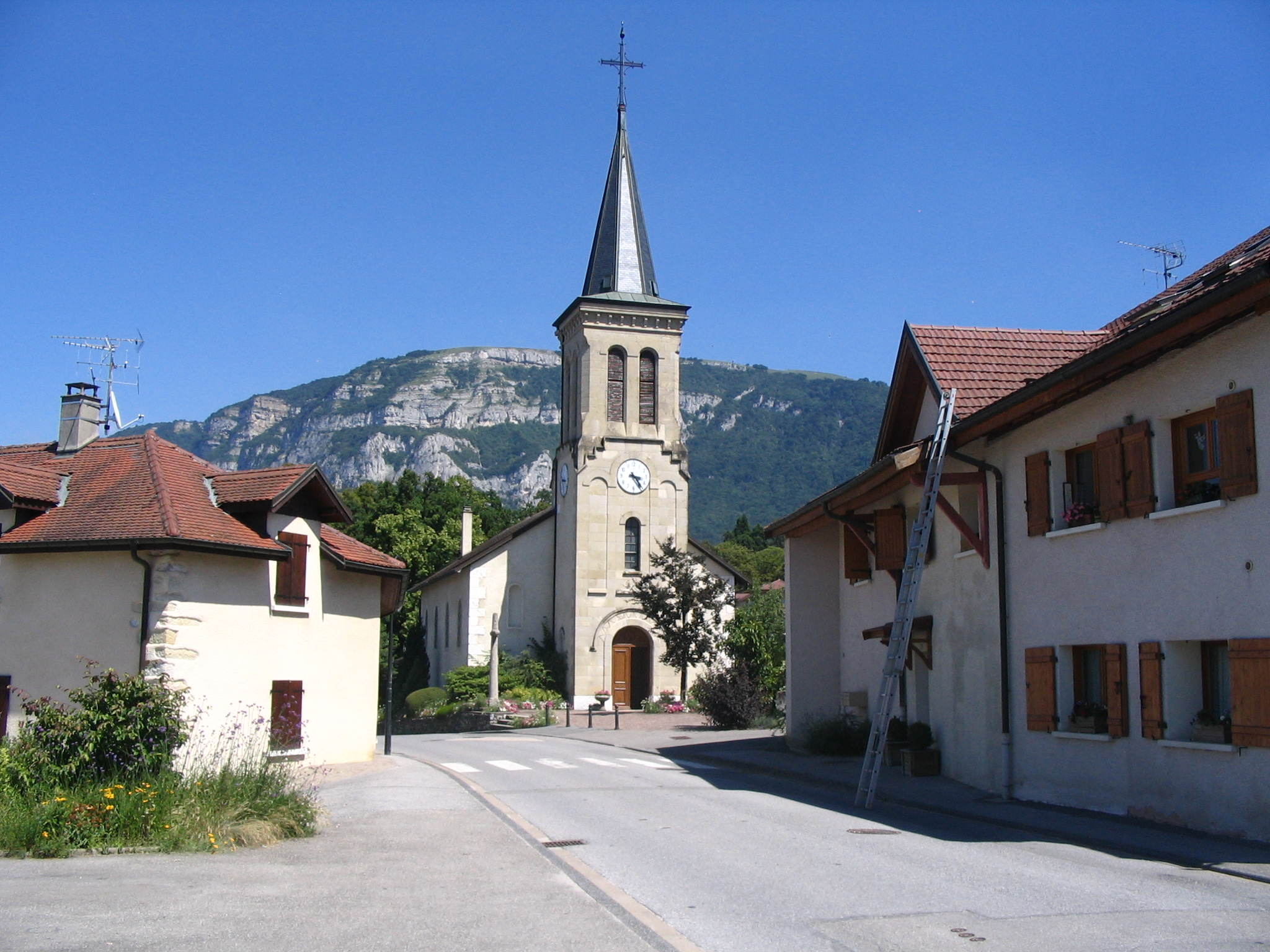
Paroisse Saints Pierre et Paul en Genevois

L'église d'Archamp (ecclesiam Erchionis) est mentionnée, aux côtés de celle Collonges-sous-Salève, dans le cartulaire de l'abbaye de Talloires (1145).
La commune d'Archamps est créée à partir de Collonges, le 15 mars 1836.
Lors des débats sur l'avenir du duché de Savoie, en 1860, la population est sensible à l'idée d'une union de la partie nord du duché à la Suisse. Une pétition circule dans cette partie du pays (Chablais, Faucigny, Nord du Genevois) et réunit plus de 13 600 signatures, dont 120 pour la paroisse, dont 14 membres du conseil syndical. Le duché est réuni à la suite d'un plébiscite organisé les 22 et 23 avril 1860 où 99,8 % des Savoyards répondent « oui » à la question « La Savoie veut-elle être réunie à la France ? ».

## Politique et administration

### Liste des maires
| Période                                  | Période      | Identité         | Étiquette | Qualité                                                    |
| ---------------------------------------- | ------------ | ---------------- | --------- | ---------------------------------------------------------- |
| mars 1965                                | 2000 (décès) | Raymond Fontaine | UDF-PR    | Suppléant du député Jean Brocard (1973-1981)               |
| 2000                                     | mars 2014    | Bernard Jouvenoz | UMP       | Technicien en bâtiment Vice-président de la CC du Genevois |
| mars 2014                                | 2020         | Xavier Pin       |           | Professeur des Universités                                 |
| mai 2020                                 | En cours     | Anne Riesen      |           | Attachée commerciale                                       |
| Les données manquantes sont à compléter. |              |                  |           |                                                            |

## Démographie
L'évolution du nombre d'habitants est connue à travers les recensements de la population effectués dans la commune depuis 1838. Pour les communes de moins de 10 000 habitants, une enquête de recensement portant sur toute la population est réalisée tous les cinq ans, les populations de référence des années intermédiaires étant quant à elles estimées par interpolation ou extrapolation. Pour la commune, le premier recensement exhaustif entrant dans le cadre du nouveau dispositif a été réalisé en 2007.

En 2022, la commune comptait 2 458 habitants, en évolution de −4,4 % par rapport à 2016 (Haute-Savoie : +6,01 %, France hors Mayotte : +2,11 %).
| 1838 | 1848 | 1858 | 1861 | 1866 | 1872 | 1876 | 1881 | 1886 |
| ---- | ---- | ---- | ---- | ---- | ---- | ---- | ---- | ---- |
| 542  | 623  | 618  | 677  | 603  | 578  | 615  | 615  | 627  |

| 1891 | 1896 | 1901 | 1906 | 1911 | 1921 | 1926 | 1931 | 1936 |
| ---- | ---- | ---- | ---- | ---- | ---- | ---- | ---- | ---- |
| 591  | 613  | 590  | 584  | 562  | 529  | 541  | 503  | 511  |

| 1946 | 1954 | 1962 | 1968 | 1975 | 1982  | 1990  | 1999  | 2006  |
| ---- | ---- | ---- | ---- | ---- | ----- | ----- | ----- | ----- |
| 481  | 535  | 613  | 724  | 874  | 1 005 | 1 070 | 1 235 | 1 636 |

| 2007  | 2012  | 2017  | 2022  | - | - | - | - | - |
| ----- | ----- | ----- | ----- | - | - | - | - | - |
| 1 693 | 2 472 | 2 556 | 2 458 | - | - | - | - | - |

## Économie
- Archamps (technopole) ou ArcParc, première technopole euro-suisse, créée en 1989.
- Botanic.

Elle possède une antenne de la chambre de commerce et d'industrie de la Haute-Savoie.
En 2010, le revenu fiscal médian par ménage était de 59 323 €, ce qui plaçait Archamps au 46e rang parmi les 31 525 communes de plus de 39 ménages en métropole. En 2016, l'Insee la classait comme la première commune sur 32 974 en termes de niveau de vie par habitant, soit 45 902 € par habitant.

## Culture locale et patrimoine

### Lieux et monuments
- Église Saint-Maurice, édifiée au XVe siècle, remaniée dans un style néoclassique au début du XIXe siècle.
- Château de Montfort[21]

Archamps possède sur son territoire les ruines d'un château médiéval qui fut le siège d'une seigneurie, le château de Montfort, édifié par Pierre de Ternier qui prit le titre de sire de Montfort. Ces ruines se trouvent en contrebas du Salève, entre la Croisette et le Grand Piton, au-dessus du hameau des Blecheins, à quelque 800 à 850 m d'altitude environ. Mentionné sur les cartes, le site est d'un accès difficile. Les nobles de Montfort sont cités au XIIIe siècle, vassaux des comtes de Genève.
- Monument aux morts

Pour commémorer la fin de la Première Guerre mondiale et rendre hommage aux soldats d'Archamps morts pendant la guerre pour la France, un monument aux morts a été érigé.
Ce monument se trouve derrière l'église du village, à côté de l'entrée de la promenade forestière communale, et représente un soldat tenant son fusil au repos.
Sur son socle, des plaques de marbre rose sont fixées sur lesquelles sont inscrits les noms des soldats d'Archamps tombés aux combats.
On peut accéder au monument par un large escalier borné d'un bel arrangement floral, et d'une rampe à l'attention des personnes handicapées.

### Espaces verts et fleurissement
En 2014, la commune obtient le niveau « deux fleurs » au concours des villes et villages fleuris.

### Personnalités liées à la commune
- Raymond Fontaine (1927-2000), maire d'Archamps (1965-2000), suppléant du député Jean Brocard.

### Héraldique
| Armes d'Archamps | Les armes d'Archamps se blasonnent ainsi : De gueules à trois feuilles de houx d'or ordonnées normalement. |